# Marosi Miklós (közgazdász)
| Marosi Miklós (közgazdász)                | Marosi Miklós (közgazdász)                                                                           |
| Kattints az alábbi külső linkek egyikére! | Kattints az alábbi külső linkek egyikére!                                                            |
| ----------------------------------------- | --- |
| Nem található szabad kép.(?)              | |
| külső link · jogvédett                    | Beszélgetés Marosi Miklós egyetemi docenssel. A szakágazati képzésről. Közgazdász. 1970. március 19. |

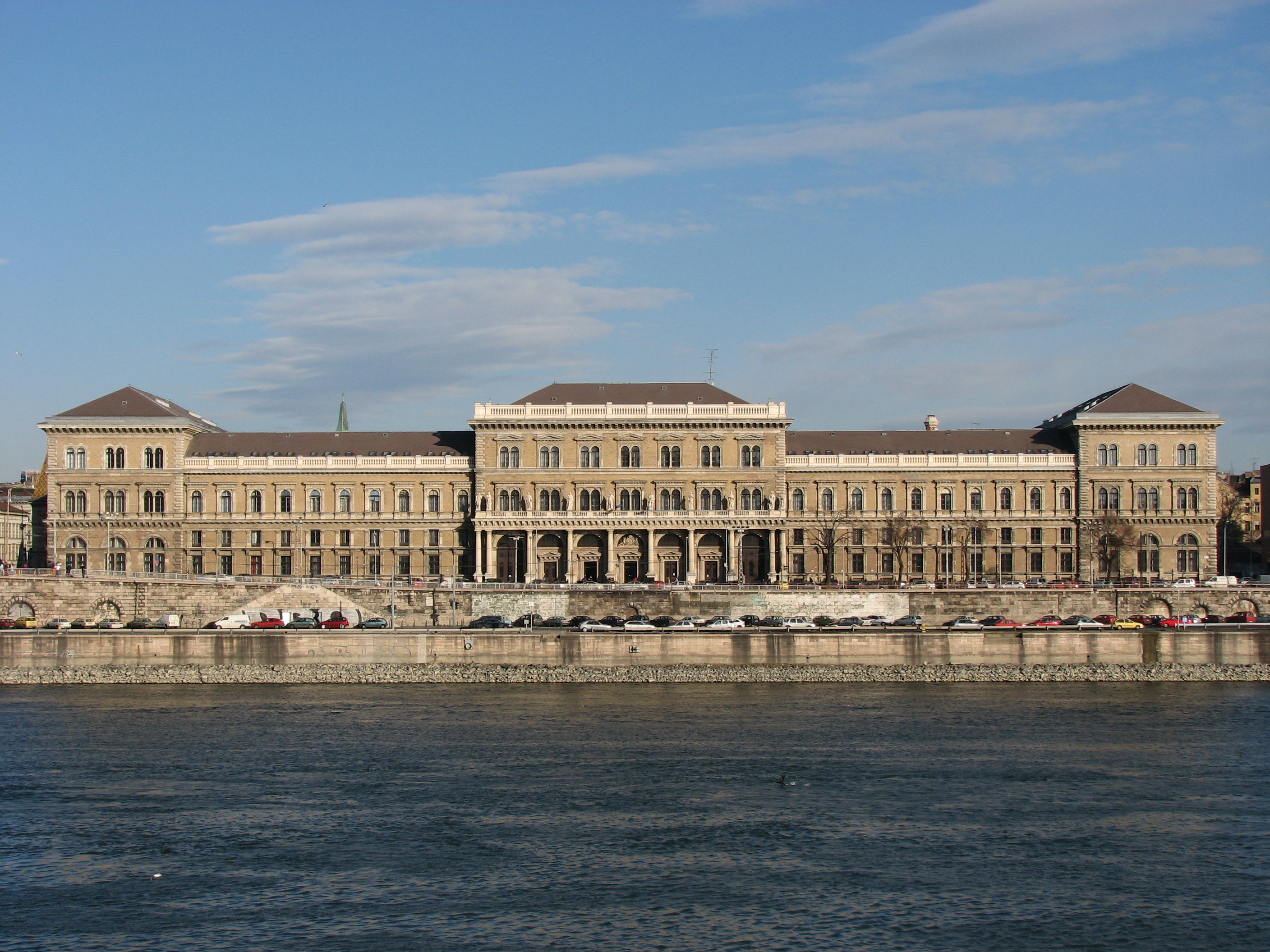
Budapesti Corvinus Egyetem. 1968–1992 között tanított az Egyetemen

Marosi Miklós (Fehérvárcsurgó, 1922. január 12. – Budapest, 2010. április 2.) közgazdász, egyetemi tanár, a közgazdaság-tudományok kandidátusa (1971), az MTA doktora (1980).

## Életpályája
Marosi Mihály és Rauscher Terézia fiaként született. Székesfehérvárott érettségizett 1940-ben, a Budapesti József Nádor Műszaki és Gazdaságtudományi Egyetem Közgazdaság-tudományi Karán közgazdász oklevelet 1944-ben, doktori oklevelet szerzett 1949-ben.
Egyetemi tanulmányai idején a Németh és Társa szállítmányozási cég gyakornoka (1942), majd a Salgótarjáni Öblösüveggyár könyvelője (1944). A Magyar Állami Kőszénbányák Rt., illetve a Magyar Állami Szénbányák Rt. könyvelője, csoportvezetője (1946–1947). A Nehézipari Központ üzemgazdasági csoportvezetője (1947–1948), a Nikex főkönyvelő-helyettese (1948–1949), a Metalimpex (1949–1953), az Export Raktározási Vállalat (1953), majd a Gépipari Raktározási Vállalat főkönyvelője (1953–1955). A Kohó- és Gépipari Minisztérium Ipargazdasági, Szervezési és Számítástechnikai Intézet (KGM ISSZI) üzemszervezési és iparirányítási csoport-, ill. osztályvezetője (1955–1968). A Budapesti Felsőfokú Gépipari Technikum Üzemszervezési és Számítástechnikai Tanszékének vezetője (1963–1968). A Marx Károly Közgazdaságtudományi Egyetem, illetve a Budapesti Közgazdaságtudományi Egyetem Ipari, Üzemszervezési Tanszékének egyetemi docense (1968–1980), egyetemi tanára (1980. július 1.–1992. november 30.). Ipargazdasági, ipariüzem-szervezési és -irányítási kutatásokkal foglalkozott. Jelentős szerepet vállalt az MSZMP KB, illetve más minisztériumi, akadémiai és egyéb állami szervek iparszervezési, -irányítási és -vezetési határozatainak, egyéb állásfoglalásainak kidolgozásában. Alapvetően új eredményeket ért el a szervezéshatékonyság értékelés-módszertani vizsgálatának feltárása, illetve az úgynevezett szocialista vállalat belső ösztönzési rendszerének kidolgozása terén. Később érdeklődése a világgazdasági jelentőségű távol-keleti (japán, kínai és koreai) vállalati menedzsment sajátos vezetési kérdései felé fordult. Magyarországon elsők között ismertette a társadalmi fejlődés, a túlnépesedés és az oktatási rendszer távol-keleti gazdasági összefüggéseit és világgazdasági jelentőségét. Tudományszervezői tevékenysége is értékes. Munka Érdemrend (bronz) fokozatát kapta meg.

## Legfontosabb könyvei
- OSZK 65 publikációjának az adatait közölte.[2]
- Vas- és acélöntödék közvetett költségnormáinak számítási módszere. Kovács Timóttal. (A KGM Műszaki Normaintézetének kiadványa. Budapest, 1957)
- Kovácsüzemek közvetett költségnormáinak számítási módszere. Gyenes Ferenccel. (A KGM Műszaki Normaintézetének kiadványa. Budapest, 1957)
- Iparvállalatok szervezete. (Vállalati kiskönyvtár. Budapest, 1957)
- A vállalat vezetése. A SZOT és a TIT üzemgazdasági előadássorozata. (Üzemi tanácsok könyvtára. Budapest, 1960)
- Folyamatszervezés. (Vállalati kiskönyvtár. Budapest, 1961)
- Az iparvállalat szervezete. Monográfia. (Budapest, 1961)
- Ügyvitelszervezés. Balázsy Györggyel, Ladó Lászlóval. (Budapest, 1961 2. kiad. 1964)
- A gazdaságos sorozatnagyság és az optimális készlet számításának módszere. Rédly Judittal. (Budapest, 1961)
- Folyamatszervezés a gépiparban. (A Mérnöki Továbbképző Intézet előadásai. Budapest, 1962)
- Az ipari vállalatok termelésszervezésének alapelvei. (Az iparvállalatok termelésszervezése. Szerk. Fekete István. Budapest, 1962)
- Az iparirányítás szervezete. (A népgazdaság és a vállalat. Budapest, 1963)
- Ipargazdaságtan és népgazdasági tervezés. I–II. kötet. Felsőfokú technikumi tankönyv. (Budapest, 1965–1966)
- Szervezési alapismeretek. (Budapest, 1967)
- Gépipari üzemek gazdaságtana és szervezése. Tankönyv. Dömölki Zoltánnal. (Budapest, 1967 2. kiad. 1971 3. kiad. 1972 4. kiad. 1974 5. kiad. 1975 6. kiad. 1976 7. kiad. 1977)
- Üzemgazdaságtan. Középfokú technikumi tankönyv. (Budapest, 1968)
- Többtelepes iparvállalatok belső decentralizációját befolyásoló tényezők. Kandidátusi értekezés (MTA. Budapest, 1970)
- A vállalati szervezési előírások és szabályzatok. (Budapest, 1971)
- A kohó- és gépipari vállalat mint szervezeti egység. Gerencsér Józseffel, Varga Sándorral. (A kohó- és gépipar gazdaságtana. I. köt. Budapest, 1972)
- A centralizáció és a decentralizáció szervezése az iparvállalati irányításban. (KJK., Budapest, 1972)
- Szervezéstechnika. Tankönyv. Bodnár Pállal. (Budapest, 1972)
- A gazdasági hatékonyság értékelési problémái, módszertani kérdései az iparvállalati szervezésben. (Budapest, 1973)
- Szervezésmódszertani esettanulmányok. 2. Juhász Istvánnéval, Szegő Sándorral. (Budapest, 1974)
- A szabályozás funkcióinak szervezési alapjai. (Budapest, 1974)
- Szervezés–ösztönzés–hatékonyság. Monográfia és doktori értekezés is. (KJK., Budapest, 1978 2. javított kiad. 1980)
- A szocialista vállalat szervezése és vezetése. Szemelvénygyűjtemény. I–II. köt. Összeállította Kovács Károllyal, Várszegi Ödönnel. (Budapest, 1978)
- Szervezéselmélet és módszertan. Varga Sándorral. (Az MKKE jegyzetei. Tankönyvkiadó., Budapest, 1978 oroszul: Moszkva, 1981)
- A célszerű vállalati szervezet. (Szervezettség és hatékonyság. KJK., Budapest, 1980)
- Japán vállalatok vezetése és szervezése. Sikerek és problémák. (KJK., Budapest, 1985)
- A szervezés és irányítás nemzetközi fejlődése. (KJK., Budapest, 1988)
- A japán vállalatok vezetési és szervezési módszerei. (Az OMIKK kiadványai. Budapest, 1989)
- A dél-koreai vállalatvezetés, azonosságok és eltérések a dél-koreai és a japán menedzsment között. (Struktúrák, szervezetek, stratégiák, 1992)
- A japán és a koreai vállalati menedzsment. (Budapesti Közgazdaságtudományi Egyetem Posztgraduális Kar, Budapest, 1995)
- A nemzetközi és a magyar vállalatfejlődés. (Budapesti Közgazdaságtudományi Egyetem Posztgraduális Kar, Budapest, 1996)
- Távol-keleti menedzsment. Japán, Dél-Korea, a tengerentúli Kína és a Kínai Népköztársaság. (Szervezet – vezetés – stratégia. KJK., Budapest, 1997)
- Japán, koreai és kínai menedzsment. (Aula, Budapest, 2003)